# Loket

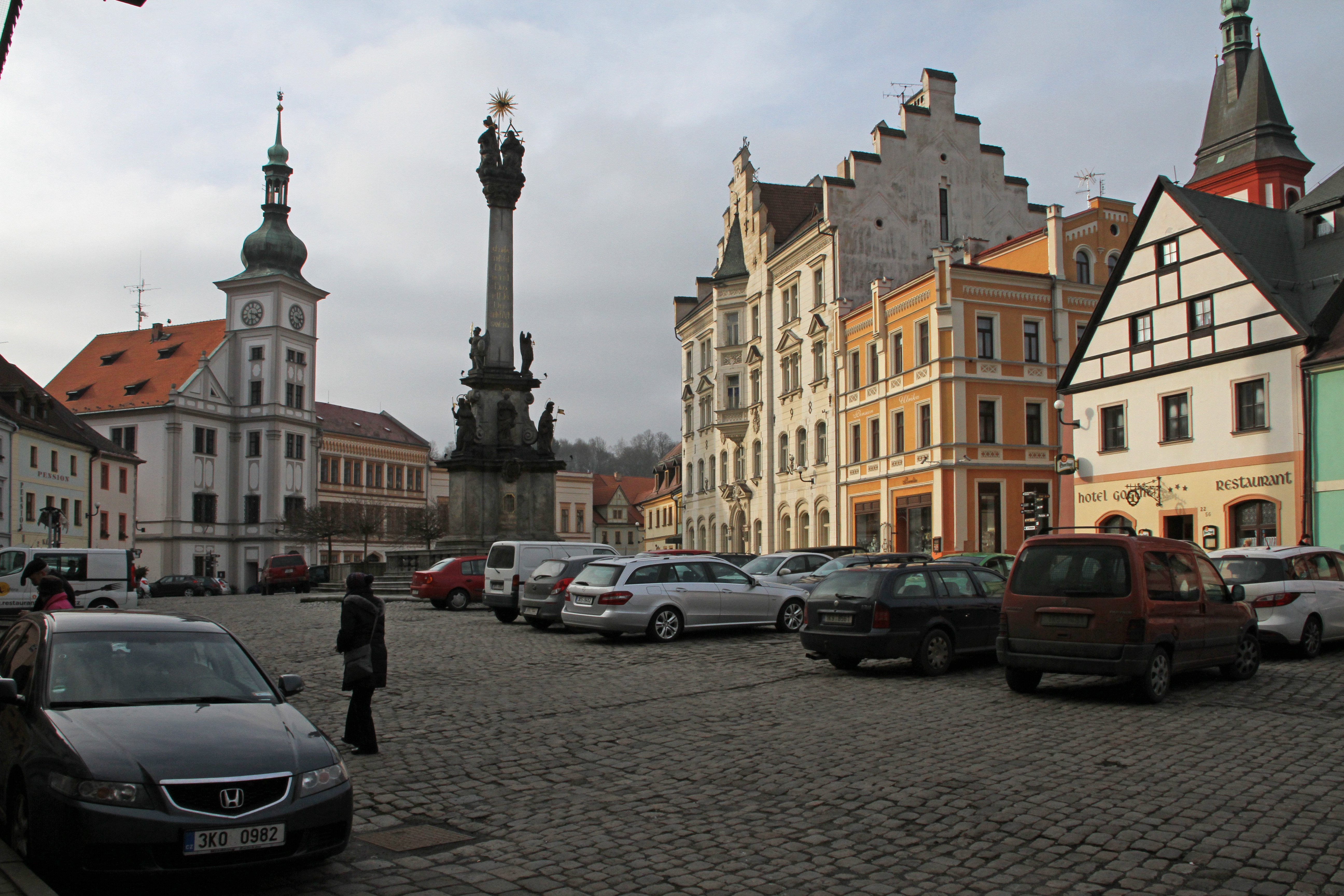
Plaza del Mercado

Loket (en alemán, Elbogen) es una ciudad situada en el distrito de Sokolov, en la región de Karlovy Vary, República Checa. Tiene una población estimada, a inicios de 2024, de 3071 habitantes.
El recorrido del río Ohře, que rodea el castillo y la ciudad, recuerda un brazo doblado, y de ahí el nombre de la localidad, que significa "codo", El castillo es una fortaleza románico-gótica construido para custodiar la ciudad y está entre los castillos más grandes que se conservan en Europa Central.